# Глазная артерия
Глазна́я арте́рия (лат. arteria ophthalmica) — парная артерия, которая отходит от внутренней сонной артерии в области её последнего изгиба и вместе со зрительным нервом через зрительный канал попадает в глазницу. Там глазная артерия идёт сначала по верхней стенке, а после — по медиальной, где распадается на свои конечные ветви: дорсальную артерию носа и медиальные артерии век.

## Ветвление
От глазной артерии отходят многочисленные ветви:
1. Слёзная артерия (лат. a. lacrimalis) идёт по верхней и латеральной прямым мышцам глаза к слезной железе. От неё отделяются латеральные артерии век;
2. Медиальные артерии век (лат. aa. palpebrales mediales) направляются к медиальному углу глаза, анастомозируют с латеральными артериями век, образуя две дуги: дугу верхнего века и дугу нижнего века;
3. Длинные и короткие задние ресничные артерии (лат. aa. ciliares posteriores longae et breves) прободают склеру проникают в сосудистую оболочку глаза;
4. Передние ресничные артерии (лат. aa. ciliares anterior) сопровождают мышцы глаза, образуя надсклеральные артерии, которые входят в склеру, и передние конъюнктивальные артерии, которые кровоснабжают конъюнктиву глаза;
5. Центральная артерия сетчатки (лат. a. centralis retinae) ответвляется рано, вместе со зрительным нервом (входит в него) попадает в сетчатку;
6. Мышечные артерии (лат. aa. musculares) кровоснабжает верхнюю прямую и косые мышцы глаза;
7. Передняя решетчатая артерия (лат. a. ethmoidalis anterior) впадает в переднее решётчатое отверстие на глазнице, делится на конечные ветви, одна из которых — передняя менингеальная ветвь, которая в полости черепа кровоснабжает твёрдую оболочку головного мозга; другие ветви питают слизистую оболочку решетчатых ячеек, полость носа, передние части перегородки носа;
8. Задняя решетчатая артерия (лат. a. ethmoidalis posterior) впадает в заднее решетчатое отверстие на глазнице к слизистой оболочке задних решетчатых ячеек;
9. Надблоковая артерия (лат. a. supratrochlearis) выходит из глазницы через лобное отверстие, разветвляется в мышцах и коже лба;
10. Дорсальная артерия носа (лат. a. dorsalis nasi) проходит через медиальный угол глаза, где анастомозирует с угловой артерией (ответвление лицевой артерии)[3].